# Miranda Prorsus
Miranda Prorsus (em latim A maravilhosa invenção) é uma encíclica do Papa Pio XII. Depois de Vigilanti cura, promulgada por Pio XI (1936), é a segunda encíclica em que um pontífice se expressou sobre o cinema, rádio e televisão. Foi promulgada em 8 de setembro de 1957.

## Introdução
O prefácio da encíclica já contém substancialmente as linhas gerais do pensamento do Pontífice. O documento descreve as razões do interesse da Igreja na mídia moderna. O prefácio ilustra e explica os eventos que levaram a essa encíclica. 

## Parte geral
Pio XII escreve na Introdução:

"As maravilhosas invenções técnicas, das quais nossos tempos são glorificados, embora sejam frutos de engenhosidade e trabalho humano, são, no entanto, dons de Deus, nosso criador, de quem toda boa obra provém: Ele, de fato, não apenas deu a existência à criação, mas a própria criação preserva e se desenvolve. Algumas dessas invenções servem para multiplicar as forças e possibilidades físicas do homem; outras para melhorar suas condições de vida; outras ainda, e outras que tocam mais a vida do espírito, eles servem — diretamente, ou através de artifícios de imagens e sons — para comunicar às multidões, com extrema facilidade, notícias, idéias e ensinamentos, como alimento da mente, mesmo em horas de lazer e descanso."
Nesta parte, Pio XII traça a história do desenvolvimento da mídia, explica como o Bem e o Mal podem ser comunicados e chama a atenção para desenvolvimentos problemáticos. O pontífice enfatiza que a mídia também cumpre uma missão educacional e indica que eles são chamados a divulgar as informações para a educação das massas. Para esse fim, autoridades reguladoras e associações profissionais desempenham um importante papel de controle; mostra as características da reprodução técnica do som e da imagem, colocando-as a serviço da verdade e do bem.

## Considerações específicas
Depois de expor as características específicas da cinematografia, rádio e televisão, o pontífice enfatiza as responsabilidades dos diretores e atores, mas também das produtoras e, finalmente, dos distribuidores, cujas funções específicas ele ilustra. Por outro lado, o pontífice incentiva os consumidores a não receber acriticamente mensagens da mídia de massa. Papa Pio XII vê outra maneira de usar a mídia de massa na transmissão de programas católicos de rádio e televisão e reconhece o uso da mídia de massa para espalhar a mensagem cristã. 

## Conclusão
"Queríamos confidenciar a vocês, Veneráveis Irmãos, nossas preocupações, certamente compartilhadas por vocês, sobre os perigos que um uso incorreto das técnicas audiovisuais pode representar para a fé e a integridade moral do povo cristão. No entanto, não deixamos de apontar os lados positivos dessas mídias modernas e poderosas.
Para esse fim, expusemos, à luz da doutrina cristã e da lei natural, os princípios orientadores que devem regular e direcionar a ação dos responsáveis em cujas mãos são as técnicas de difusão, bem como a conscientização do público que as utiliza.
E é precisamente para orientar esses dons da Providência para o bem das almas que nós exortamos paternalmente não apenas à devida vigilância, mas também a intervenções positivas.
De fato, a tarefa dos escritórios nacionais, que mais uma vez recomendamos a você, será não apenas preservar e defender, mas também, e acima de tudo, dirigir, coordenar e auxiliar as muitas obras educacionais que surgiram em vários países para elevar o espírito cristão, num setor tão complexo e vasto como o de técnicas de difusão."